# ظهر المغاير
ظهر المغاير قرية سوريّة تتبع إداريّاً لمحافظة حلب منطقة جرابلس ناحية مركز جرابلس، بلغ تعداد سكانها 1,376 نسمة حسب التعداد السكاني لعام 2004.